# Paracentéza
Paracentéza je lékařský zákrok spočívající v propíchnutí ušního bubínku a následném odsátí hnisu (tj. punkce) ze středního ucha, nejčastěji se používá při zánětu středního ucha.

## Průběh
Celý zákrok trvá 10 – 15 sekund. Ve většině případů však zákrok není pro pacienty bolestivý, protože v ušním bubínku není spleť nervových zakončení tak hustá. Avšak i při mnoha zákrocích je bolestivé to první propíchnutí bubínku. První částí je propíchnutí bubínku v jeho dolní části, kde se za bubínkem již nachází volný prostor, dlouhou jehlou. Následuje vložení odsávačky skrze úzký otvor v bubínku, kterou se vysaje hnis z oblasti středního ucha. Po paracentéze se obvykle vyskytuje ještě po nějaký čas, nejčastěji v řádech hodin, vytékání zbytkového hnisu dírou v ušním bubínku, v hnisu může být i příměs krve.

## Léčba
Po propíchnutí se mohou dostavovat ještě několik dní bolesti v uchu, ale po 5 – 7 dnech se díra v ušním bubínku sama zacelí a ucho zůstává bez trvalých následků. Po dobu léčení se nesmí do ucha dostat žádná tekutina, ani nečistoty, jinak hrozí opětovná infekce a v případě proniknutí tekutiny do středního ucha se může objevit zalehnutí a ušní šelesty.